# 死戳
死戳是指邮戳没有同时加盖在邮票和信封上的情况。

## 出现原因
邮友出于增值考虑，将带有边纸的邮票贴在信封上邮寄。宽的边纸使邮戳无法同时在邮票、边纸、信封上留下戳迹。为了盖销邮票，通常只有邮票和边纸盖了戳。

## 影响
死戳无法证明邮票就是用在这个信封上寄出去的，会让人误以为是将盖销票重新贴在另外的信封上制成的实寄封。会对死戳的价值大打折扣。

## 避免
- 使用较窄边纸的邮票实寄
- 盖多个戳，如一个戳盖邮票和边纸，另一个戳盖边纸和信封。